# Кастильо, Дэнни
Дэниел Альфонсо Кастильо (англ. Daniel Alfonso Castillo; род. 25 августа 1979, Сан-Франциско) — американский боец смешанного стиля, представитель лёгкой весовой категории. Выступал на профессиональном уровне в период 2007—2015 годов, известен по участию в турнирах бойцовских организаций UFC и WEC.

## Биография
Дэнни Кастильо родился 25 августа 1979 года в городе Сан-Франциско штата Калифорния, США. Во время учёбы в старшей школе в Сакраменто серьёзно занимался борьбой, продолжал тренировки в школе в Элк-Гров и в Колледже Менло в Атертоне. Участвовал во многих студенческих соревнованиях, в 2004 году получил степень всеамериканского спортсмена.
Позже тренировался в зале Юрайи Фейбера Ultimate Fitness в Сакрменто, практиковал бразильское джиу-джитсу под руководством тренера Фабиу Праду, удостоился в этой дисциплине чёрного пояса.

### Начало профессиональной карьеры
Дебютировал в смешанных единоборствах на профессиональном уровне в ноябре 2007 года, с помощью удушающего приёма сзади принудил своего соперника к сдаче в первом же раунде. Дрался в небольших американских промоушенах, в том числе провёл один бой на турнире Palace Fighting Championship — из всех поединков неизменно выходил победителем.

### World Extreme Cagefighting
Имея в послужном списке пять побед без единого поражения, Кастильо привлёк к себе внимание крупной бойцовской организации World Extreme Cagefighting и в 2008 году подписал с ней долгосрочный контракт. Тем не менее, в дебютном поединке с Дональдом Серроне попался на рычаг локтя и вынужден был сдаться, потепев тем самым первое в профессиональной карьере поражение.
В дальнейшем выиграл в WEC у таких бойцов как Рафаэл Диас, Фил Карделла и Рикардо Ламас, но затем последовали два поражения подряд — от Шейна Роллера и Энтони Петтиса.
Позже в 2010 году отметился победами над Дастином Пуарье и Уиллом Керром. Когда в 2010 году организация WEC была поглощена более крупным игроком на рынке смешанных единоборств Ultimate Fighting Championship, все сильнейшие бойцы оттуда автоматически перешли на контракт к новому владельцу, в том числе перешёл и Кастильо.

### Ultimate Fighting Championship
Став бойцом лёгкого дивизиона UFC, в 2011 году Дэнни Кастильо провёл сразу чтыре боя: единогласным решением выиграл у Джо Стивенсона, единогласным решением проиграл Джейкобу Волкманну, техническим нокаутом победил Шамара Бейли, раздельным решением взял верх над Энтони Нжокуани.
В 2012 году единогласным решением одолел Джона Чолиша, но затем был нокаутирован Майклом Джонсоном.
В 2013 году добавил в послужной список победы по очкам над Полом Сассом и Тимом Минсом, однако решением большинства судей уступил Эдсону Барбозе, заработав при этом бонус за лучший бой вечера.
2014 год начал с победы над Чарли Бреннеманом, но далее последовали четыре поражения подряд от таких бойцов как Тони Фергюсон, Пол Фельдер, Джим Миллер и Ник Ленц. Дважды назанчался бой с россиянином Рустамом Хабиловым, но оба раза их противостояние приходилось отменять из-за проблем с получением визы у Хабилова.
В январе 2016 года было объявлено, что организация прекратила отношения с Дэнни Кастильо.

## Статистика в профессиональном ММА
| Боёв 27  | Побед 17 | Поражений 10 |
| -------- | -------- | ------------ |
| Нокаутом | 7        | 3            |
| Сдачей   | 3        | 2            |
| Решением | 7        | 5            |

| Результат | Рекорд | Соперник         | Способ                 | Турнир                              | Дата            | Раунд | Время | Место              | Примечание                                             |
| --------- | ------ | ---------------- | ---------------------- | ----------------------------------- | --------------- | ----- | ----- | ------------------ | ------------------------------------------------------ |
| Поражение | 17-10  | Ник Ленц         | Раздельное решение     | UFC on Fox: dos Anjos vs. Cerrone 2 | 19 декабря 2015 | 3     | 5:00  | Орландо, США       |                                                        |
| Поражение | 17-9   | Джим Миллер      | Раздельное решение     | UFC on Fox: Dillashaw vs. Barão 2   | 25 июля 2015    | 3     | 5:00  | Чикаго, США        |                                                        |
| Поражение | 17-8   | Пол Фельдер      | KO (бэкфист)           | UFC 182                             | 3 января 2015   | 2     | 2:09  | Лас-Вегас, США     |                                                        |
| Поражение | 17-7   | Тони Фергюсон    | Раздельное решение     | UFC 177                             | 30 августа 2014 | 3     | 5:00  | Сакраменто, США    |                                                        |
| Победа    | 17-6   | Чарли Бреннеман  | KO (удары руками)      | UFC 172                             | 26 апреля 2014  | 2     | 0:21  | Балтимор, США      |                                                        |
| Поражение | 16-6   | Эдсон Барбоза    | Решение большинства    | UFC on Fox: Johnson vs. Benavidez 2 | 14 декабря 2013 | 3     | 5:00  | Сакраменто, США    | Бой вечера.                                            |
| Победа    | 16-5   | Тим Минс         | Единогласное решение   | UFC on Fox: Johnson vs. Moraga      | 27 июля 2013    | 3     | 5:00  | Сиэтл, США         | Бой в промежуточном весе 72,6 кг; Минс не сделал вес.  |
| Победа    | 15-5   | Пол Сасс         | Единогласное решение   | UFC on Fuel TV: Barao vs. McDonald  | 16 февраля 2013 | 3     | 5:00  | Лондон, Англия     |                                                        |
| Поражение | 14-5   | Майкл Джонсон    | KO (удары руками)      | UFC on FX: Browne vs. Bigfoot       | 5 октября 2012  | 2     | 1:06  | Миннеаполис, США   |                                                        |
| Победа    | 14-4   | Джон Чолиш       | Единогласное решение   | UFC on Fox: Diaz vs. Miller         | 5 мая 2012      | 3     | 5:00  | Ист-Ратерфорд, США |                                                        |
| Победа    | 13-4   | Энтони Нжокуани  | Раздельное решение     | UFC 141                             | 30 декабря 2011 | 3     | 5:00  | Лас-Вегас, США     |                                                        |
| Победа    | 12-4   | Шамар Бейли      | TKO (удары руками)     | UFC 139                             | 19 ноября 2011  | 1     | 4:52  | Сан-Хосе, США      | Бой в промежуточном весе 71,7 кг; Бейли не сделал вес. |
| Поражение | 11-4   | Джейкоб Волкманн | Единогласное решение   | UFC Live: Hardy vs. Lytle           | 14 августа 2011 | 3     | 5:00  | Милуоки, США       |                                                        |
| Победа    | 11-3   | Джо Стивенсон    | Единогласное решение   | UFC Live: Sanchez vs. Kampmann      | 3 марта 2011    | 3     | 5:00  | Луисвилл, США      |                                                        |
| Победа    | 10-3   | Уилл Керр        | KO (удары руками)      | WEC 53                              | 16 декабря 2010 | 1     | 1:25  | Глендейл, США      |                                                        |
| Победа    | 9-3    | Дастин Пуарье    | Единогласное решение   | WEC 50                              | 18 августа 2010 | 3     | 5:00  | Лас-Вегас, США     |                                                        |
| Поражение | 8-3    | Энтони Петтис    | KO (удары)             | WEC 47                              | 6 марта 2010    | 1     | 2:17  | Колумбус, США      |                                                        |
| Поражение | 8-2    | Шейн Роллер      | Сдача (удушение сзади) | WEC 44                              | 18 ноября 2009  | 3     | 3:32  | Лас-Вегас, США     |                                                        |
| Победа    | 8-1    | Рикардо Ламас    | TKO (удары руками)     | WEC 42                              | 9 августа 2009  | 2     | 4:15  | Лас-Вегас, США     |                                                        |
| Победа    | 7-1    | Фил Карделла     | Раздельное решение     | WEC 39                              | 1 марта 2009    | 3     | 5:00  | Корпус-Кристи, США |                                                        |
| Победа    | 6-1    | Рафаэл Диас      | TKO (удары руками)     | WEC 36                              | 5 ноября 2008   | 2     | 2:54  | Холливуд, США      |                                                        |
| Поражение | 5-1    | Дональд Серроне  | Сдача (рычаг локтя)    | WEC 34                              | 1 июня 2008     | 1     | 1:30  | Сакраменто, США    |                                                        |
| Победа    | 5-0    | Исайя Хилл       | Сдача (удушение сзади) | CCFC: Mayhem                        | 17 мая 2008     | 1     | 2:46  | Санта-Роза, США    |                                                        |
| Победа    | 4-0    | Энди Саласар     | ТКО (удары руками)     | Palace Fighting Championship 7      | 20 марта 2008   | 1     | 1:02  | Лемор, США         |                                                        |
| Победа    | 3-0    | Ной Шинейбл      | TKO (удары руками)     | Cage Combat Fighting Championships  | 16 февраля 2008 | 2     | 2:42  | Сонома, США        |                                                        |
| Победа    | 2-0    | Гиго Джара       | Сдача (удушение сзади) | GC 73: High Noon                    | 22 декабря 2007 | 1     | 3:45  | Сакраменто, США    |                                                        |
| Победа    | 1-0    | Билли Терри      | Сдача (удушение сзади) | GC 71: Lock-n-Load                  | 11 ноября 2007  | 1     | 2:10  | Портервилл, США    |                                                        |